# ماركوس باور (متسابق يخت)
ماركوس باور (بالألمانية: Marcus Baur)‏ هو متسابق يخت ألماني، ولد في 10 مايو 1971 في كيل في ألمانيا.

## وصلات خارجية
- ماركوس باور على موقع الاتحاد الدولي للملاحة الشراعية (موقع جديد) (الإنجليزية)
- ماركوس باور على موقع اللجنة الأولمبية الدولية (الإنجليزية)
- ماركوس باور على موقع أوليمبيديا (الإنجليزية)